# 刘是龙
刘是龙（1936年12月—2019年1月4日），江苏建湖人，中国政治人物，曾任中共中央组织部机关干部局副局长，经济科教干部局副局长，办公厅副主任、主任，中共中央组织部副秘书长兼研究室主任、部务委员等职。